# 河口洋一郎
河口 洋一郎（かわぐち よういちろう、1952年4月1日 - ）は、日本のコンピュータグラフィックスアーティスト、東京大学名誉教授、デジタルコンテンツ協会会長。文化功労者。

## 略歴
1952年、鹿児島県種子島に生まれる。西之表市大崎出身。1970年、旧鹿児島県立種子島高等学校卒業。
1976年に九州芸術工科大学画像設計学科を卒業し、1978年に東京教育大学大学院を修了する。
1979年よりSIGGRAPHに参加するようになり、1982年にSIGGRAPHで河口が発表した自己増殖する造形理論である「グロースモデル(The GROWTH Model)」は世界中から集まったコンピュータ・グラフィックス関係者に絶賛されることになった。なお、河口はSIGGRAPHで「SAKE Party（酒パーティ）」の主催もしており、SIGGRAPHの名物イベントの主催者としても著名である。「SAKE Party」は当初、河口の自費で開催されていたが、後にSIGGRAPHの公認イベントとなっている。
1992年より筑波大学芸術学系の助教授を勤め、1998年より東京大学大学院工学系研究科・工学部人工物工学センター教授、2000年より東京大学大学院情報学環・学際情報学府教授を務める。
ユーログラフィックス、パリグラフ、アルス・エレクトロニカ、IMAGINAなどで、受賞歴多数。2010年のSIGGRAPHでは、長年にわたるコンピュータ・グラフィックス界へに大きく貢献し続けているとして、「ACM SIGGRAPH Award : Distinguished Artist Award for Lifetime Achievement in Digital Art」を世界で3人目に受賞した。2013年には芸術選奨文部科学大臣賞、春の紫綬褒章を受章した。
2013年にはアルコール飲料のZIMAの宣伝として企画されたバンド「Z-Machines」の3体のロボットのうち、レーザーでキーボード演奏を行うロボット「Cosmo（コスモ）」のデザインを行っている。コスモのデザインコンセプトは「5億年前の生物が、5億年後に進化した、未来の生物」とのこと。
2018年3月31日に東京大学の教授職を定年退職し、同年東京大学名誉教授の称号を受けた。同年デジタルコンテンツ協会会長就任。融合研究所会長なども務めた。
2023年11月、文化功労者に選ばれた。